# Sutton St Michael
Sutton St Michael är en by i civil parish Sutton, i grevskapet Herefordshire, i England. Byn är belägen 6 km från Hereford. Sutton St Michael var en civil parish fram till 1875 när blev den en del av Sutton. Civil parish hade 83 invånare år 1851.